# Ackerzahl
Als Ackerzahl (AZ), auch Ackerwertzahl oder Bodenpunkte (BP), wird in Deutschland ein Index bezeichnet, der die Qualität einer Ackerfläche bemisst. Sie wird ausgehend von der Bodenzahl durch Zu- und Abschläge auf Grund von Faktoren wie Klima oder ausgewählter Landschaftsmerkmale wie z. B. Hangneigung und Waldschatten ermittelt, insofern diese von den Standardwerten (u. a. 8 °C mittl. Jahrestemperatur, 600 mm mittl. Jahresniederschlag, keine oder sehr geringe Hangneigung) abweichen. Die Ackerzahl kann als Korrektur der Bodenzahl unter Bewertung der natürlichen Bedingungen des individuellen Standortes gesehen werden.
Die Skala möglicher Werte reicht von 1 (sehr schlecht) bis 100 (sehr gut). Ein Kartenwerk, aus dem die Ackerwertzahl hervorgeht, ist die DGK 5 Bo, die im Zuge der Reichsbodenschätzung 1934 erarbeitet wurde. Aktuelle Daten stellt die Bundesanstalt für Geowissenschaften und Rohstoffe zur Verfügung.